# Korazim
Korazim (hebr. ‏כּוֹרָזִים‎) – wieś położona w Samorządzie Regionu Mewo’ot ha-Chermon, w Dystrykcie Północnym, w Izraelu.
Leży na północ od Jeziora Tyberiadzkiego w północnej części Górnej Galilei.

## Historia
Osada została założona w 1983 jako moszaw, jednakże na tym terenie leżało biblijne (Łk 4, 14; 44; 10, 13) Korozain. Świadectwem dawnej zabudowy są jednak obecnie tylko ruiny. W tym pozostałości starożytnej synagogi.